# Rojo y negro (pel·lícula)
Rojo y negro és una pel·lícula espanyola de 1942, dirigida per Carlos Arévalo Calvet. El títol del film fa referència als colors de la bandera de Falange, els mateixos que els de la políticament oposada Confederació Nacional del Treball.
La pel·lícula, estrenada en el madrileny cine Capitol el 25 de maig de 1942, no va agradar a les autoritats franquistes —el mateix Franco la va desaprovar després de veure-la en una projecció privada— i al cap de tres setmanes acabaria sent retirada de la cartellera, projectant-se per última vegada el 14 de juny de 1942.

## Argument
Luisa i Miguel són nuvis des que eren uns nens, i sempre han estat junts. Madrid és la seva residència. Durant la Segona República, Miguel s'afilia a un partit d'esquerres i Luisa a la Falange. Se succeeixen les destruccions d'esglésies, assassinats en ple carrer de militants polítics o propagandistes, i la crema de cultius. Després de la imatge d'una copa omplint-se d'aigua fins que desborda, esclata la Guerra Civil Espanyola.
Luisa comença una labor d'ajuda als companys de partit perseguits o capturats, cometent actes arriscats. Amb la finalitat de comprovar si un d'ells es troba en la txeca del Convent de les Adoratrius controlat per milicians cenetistes, hi entra fent-se passar per membre de les Joventuts Socialistes Unificades. Però l'encarregat sospita d'ella i la fa seguir quan torna a la seva casa.
Després del registre de la seva casa per part dels milicians, descobreixen el rebut de la seva afiliació al partit i és detinguda. En primer lloc és portada a la txeca de les Adoratrices, on és violada, i finalment la traslladen a la txeca de Foment.
Quan Miguel s'assabenta que està allí, corre en el seu cotxe a buscar-la, però en arribar descobreix que feia un quart d'hora que la hi havien portat per a afusellar-la. Corroït pel dolor, Miguel s'enfronta a trets contra una patrulla de milicians, provocant així la seva pròpia mort, per a així tornar a reunir-se amb la seva difunta estimada.

## Comentaris
El film destaca en el fotogràfic per l'ús del clarobscur i per la reconstrucció de la txeca de Foment com un edifici en secció, en el qual es mostren les seves diferents habitacions i passadissos en un pla seqüència.